# Feliks Piotr Musialik
Feliks Piotr Musialik (ur. 27 maja 1865 w Łagiewnikach, zm. 6 czerwca 1943) – polski górnik, dziennikarz, badacz folkloru.

## Życiorys
Był synem Wojciecha i Zofii z domu Kuropatwa. Jego dziadek Maciej pochodził z terenu Królestwa Polskiego. Feliks Musialik uczęszczał do szkoły w Świętochłowicach. Po skończeniu szkoły rozpoczął pracę na kopalni. 
W 1884 roku na próbach amatorskiego teatrzyku poznał Łukasza Wallisa, wraz z którym zbierał materiały dotyczące miejscowych zwyczajów i pieśni ludowych. Brał udział  w posiedzeniach bytomskiego oddziału Katolickiego Kasyna Towarzystwa Górnośląskich Polaków w którym coniedzielne odczyty i pogadanki w języku polskim prowadził ks. Norbert Bonczyk. Pisał artykuły do gazety Związku Wzajemnej Pomocy i prasy lokalnej, gdzie opisał min. wycieczkę części mieszkańców Górnego Śląska i Wielkopolski do Krakowa, która odbyła się w czasie Zielonych Świątków w 1890 roku. Z powodu choroby oczu spowodowanej pracą w zagazowanym pokładzie kopalnianym przeszedł na emeryturę.  
W 1888 roku poślubił Johannę Niemiec.  
Feliks Musialik zmarł w 1943 roku  i zostało pochowany na cmentarzu w Chełmie Śląskim.

## Odznaczenia
- Srebrny Wawrzyn Akademicki (7 listopada 1937)[5]